# Jazz-rock
Jazz-rock (jazz fusion, fusion) – nurt w muzyce jazzowej i rockowej będący wypadkową elementów tych dwóch koncepcji muzycznych.

## Charakterystyka
Charakterystyczne elementy jazz rocka to: mocny rockowy rytm, bardzo istotna rola improwizujących solistów – wirtuozów, użycie elektrycznych instrumentów takich jak gitara elektryczna, gitara basowa, skrzypce czy instrumenty klawiszowe. W muzyce fusion ważną rolę odgrywa saksofon tenorowy i sopranowy oraz aparatura wzmacniająca. Brzmienie instrumentów często urozmaicane jest przez efekty elektroniczne. Muzycy fusion jazzowi, tacy jak Jaco Pastorius, Stanley Clarke, Scott Ambush, John Patitucci czy Tetsuo Sakurai zrewolucjonizowali brzmienie gitary basowej i uczynili z niej instrument solowy.

## Historia
Początków jazz-rocka należy szukać w latach 60. XX wieku, gdy jazzmani zainteresowali się intensywnością i rosnącą popularnością rocka, a ambitni rockmani szukali sposobów poszerzenia granic swojej twórczości. Do prekursorskich grup, które rozpoczęły swoją działalność przed 1965 r. lub ok. 1965 r. należą Graham Bond Organisation, Soft Machine, Free Spirits Larry'ego Coryella i Paul Butterfield Blues Band (album East West). W drugiej połowie lat 60. pojawiły się takie grupy, jak Blood, Sweat and Tears, Chicago Transit Authority, Brian Auger & The Trinity i Colosseum. W 1969 r. jazz-rockowy album Hot Rats wydaje Frank Zappa, a Tony Williams Lifetime album Emergency!
Jazz-rock stał się popularnym zjawiskiem na scenie muzycznej wraz z pojawieniem się płyt Milesa Davisa In a Silent Way i Bitches Brew, który z kolei inspirował się muzyką Jimiego Hendrixa
. Chociaż pomysł połączenia tych gatunków nie pochodził od genialnego trębacza, za jego jednak sprawą nowa koncepcja stała się znana i powszechnie uznana (jeśli nie brać pod uwagę kręgów „purystów jazzowych”, odmawiających temu gatunkowi miejsca w środowisku jazzowym).
Najwybitniejsze dokonania tego nurtu należą do Milesa Davisa i jego współpracowników: Chicka Corei, Herbiego Hancocka, Billy'ego Cobhama, Tony'ego Williamsa, Wayne'a Shortera, Joe Zawinula (zespół Weather Report) i Johna McLaughlina. Grupa McLaughlina The Mahavishnu Orchestra popularnością dorównywała gwiazdom rocka i właśnie jej brzmienie powszechnie jest kojarzone z jazz-rockiem. Za jeden z najwybitniejszych zespołów fusion jazzu uznano Return to Forever.
Popularność jazz-rocka apogeum osiągnęła w pierwszej połowie lat 70. XX wieku. Do dzisiaj jazz-rock jest często grany i słuchany (np. Spyro Gyra, Kazumi Watanabe, Niacin, Tribal Tech i wielu innych).
W stronę jazzu zerkali rockmani, którzy także dążyli do syntezy. Ciekawe rezultaty osiągnęły m.in. takie grupy jak: Soft Machine, orkiestra Centipede, Brand X, King Crimson (zwłaszcza Robert Fripp) czy Blood, Sweat and Tears. W Polsce z powodzeniem jazz-rock prezentowali: SBB, Czesław Niemen, Dżamble, Laboratorium, String Connection, Air Condition, Extra Ball oraz współcześnie Snowman.
Jednym z prekursorów polskiego fusion była krakowska formacja Laboratorium z Markiem Stryszowskim (saksofon, wokal) oraz Januszem Grzywaczem (instrumenty klawiszowe) na czele. Wśród obecnych polskich grup grających fusion jazz wyróżnić można: ΠR2 (trio: Pilichowski, Raduli, Łosowski), Walk Away oraz zespół Krzak.